# X Games Norvegia 2016
Gli X Games Norvegia 2016 sono stati la quinta edizione della manifestazione organizzata dalla ESPN, si sono svolti dal 24 al 28 febbraio 2016 a Oslo.

## Risultati

### Snowboard
| Evento | Evento    | Oro          | Argento           | Bronzo        |
| Uomini | Superpipe | Ayumu Hirano | Jurij Podladčikov | Chase Josey   |
| Uomini | Big Air   | Yūki Kadono  | Maxence Parrot    | Billy Morgan  |
| Donne  | Superpipe | Chloe Kim    | Kelly Clark       | Arielle Gold  |
| Donne  | Big Air   | Cheryl Maas  | Christy Prior     | Kjersti Buaas |

### Freestyle
| Evento | Evento    | Oro                        | Argento       | Bronzo         |
| Uomini | Superpipe | Torin Yater-Wallace        | Alex Ferreira | Gus Kenworthy  |
| Uomini | Big Air   | Henrik Harlaut             | Fabian Bösch  | Gus Kenworthy  |
| Donne  | Superpipe | Cassie Sharpe              | Maddie Bowman | Ayana Onozuka  |
| Donne  | Big Air   | Tiril Sjåstad Christiansen | Johanne Killi | Emma Dahlström |

### Skateboard
| Evento | Evento | Oro          | Argento       | Bronzo         |
| Uomini | Street | Nyjah Huston | Shane O'Neill | Luan Oliveira  |
| Donne  | Street | Pâmela Rosa  | Lacey Baker   | Vanessa Torres |

## Medagliere
| Pos.   | Paese         | Oro | Argento | Bronzo | Totale |
| ------ | ------------- | --- | ------- | ------ | ------ |
| 1      | Stati Uniti   | 3   | 4       | 5      | 12     |
| 2      | Giappone      | 2   | 0       | 1      | 3      |
| 3      | Norvegia      | 1   | 1       | 1      | 3      |
| 4      | Canada        | 1   | 1       | 0      | 2      |
| 5      | Brasile       | 1   | 0       | 1      | 2      |
| 5      | Svezia        | 1   | 0       | 1      | 2      |
| 7      | Paesi Bassi   | 1   | 0       | 0      | 1      |
| 8      | Svizzera      | 0   | 2       | 0      | 2      |
| 9      | Australia     | 0   | 1       | 0      | 1      |
| 9      | Nuova Zelanda | 0   | 1       | 0      | 1      |
| 11     | Regno Unito   | 0   | 0       | 1      | 1      |
| Totale | Totale        | 10  | 10      | 10     | 30     |